# Opera Leśna

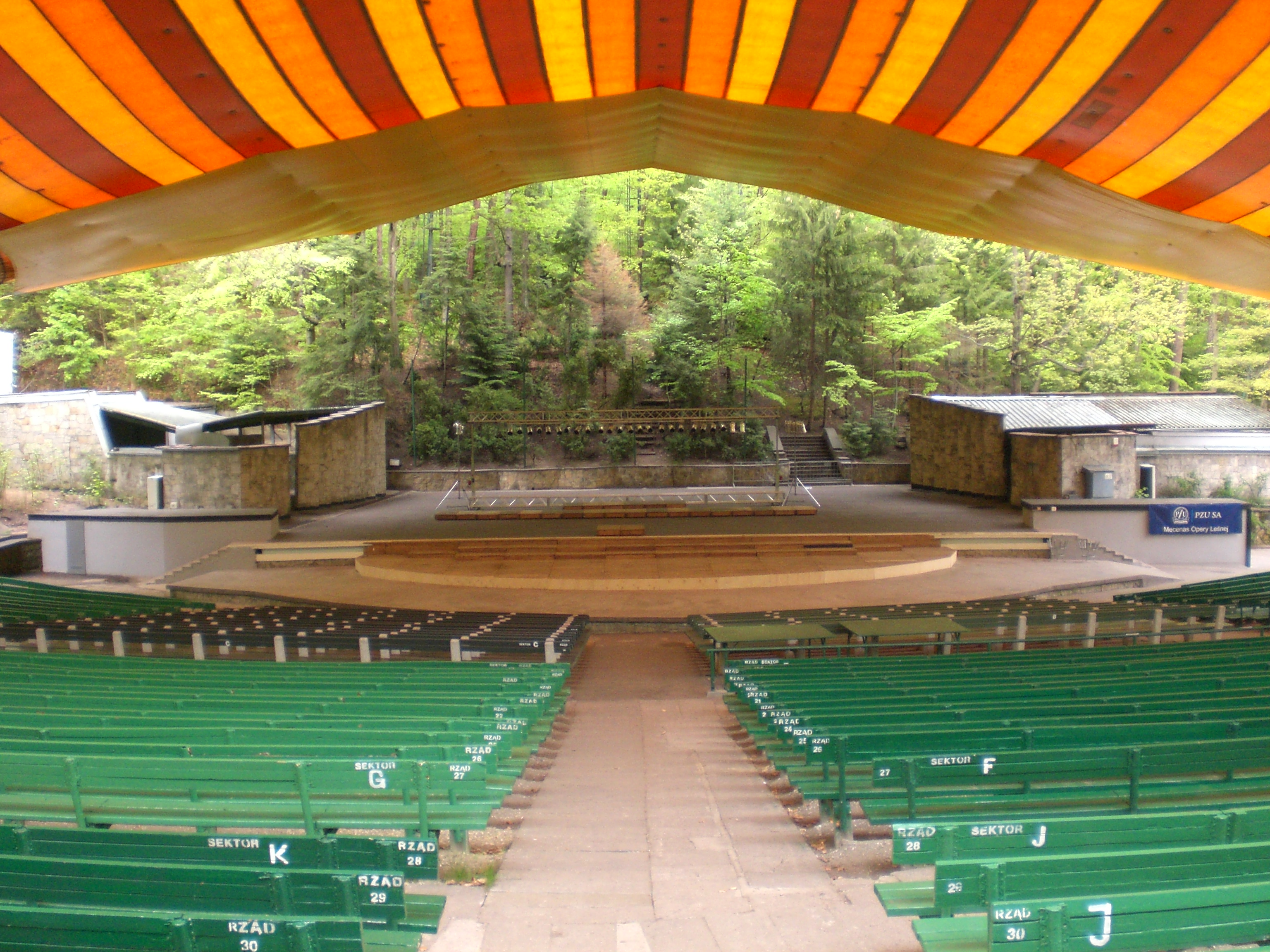
Podium

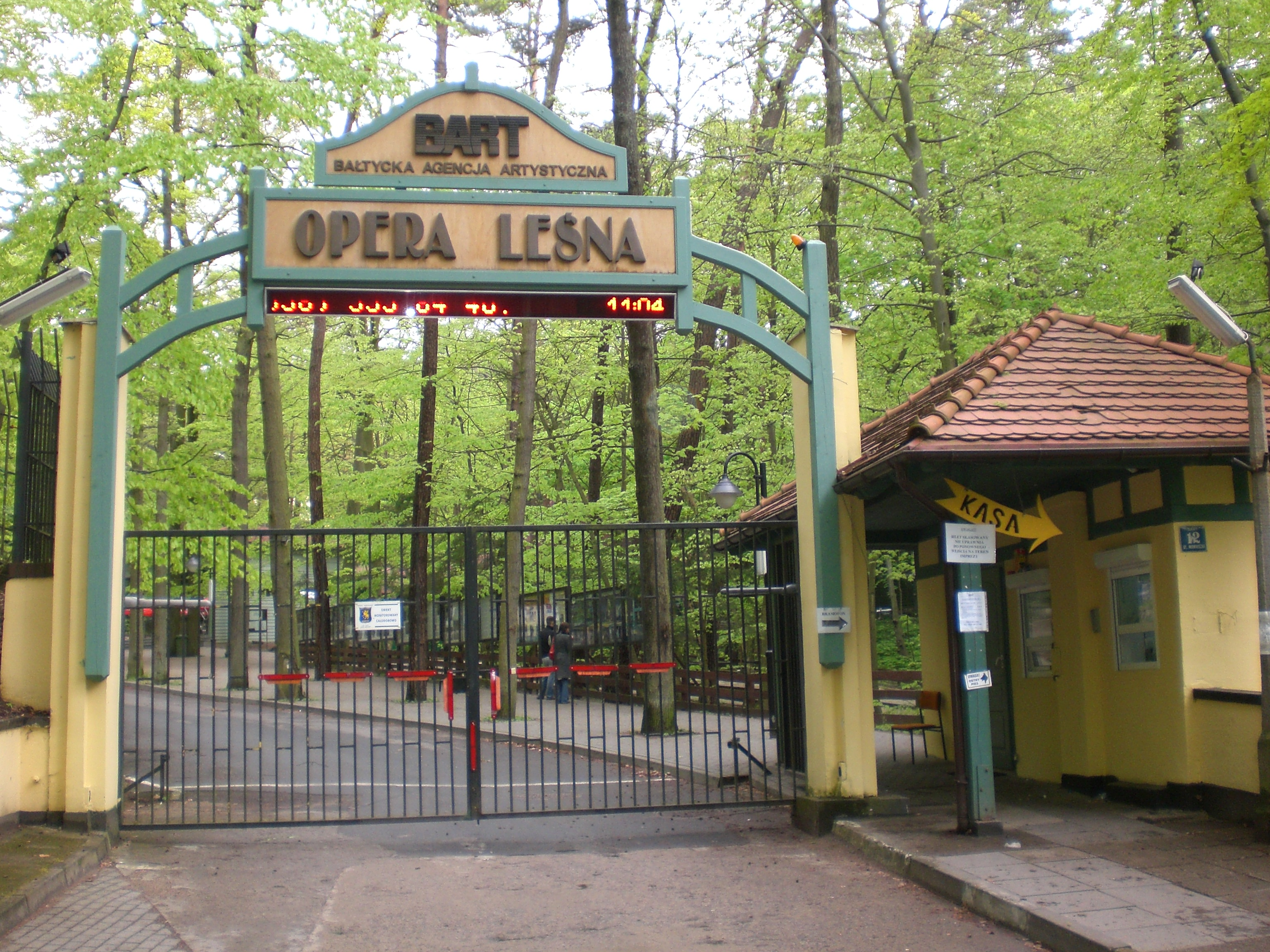
Toegangspoort

Opera Leśna (lett. Bosopera) is een groot amfitheater in de open lucht in Sopot, Polen. Het amfitheater heeft een capaciteit van 4400 plaatsen, in de orkestbak passen 110 musici.
Het amfitheater is gebouwd in 1909 en wordt gebruikt voor diverse evenementen en muziekuitvoeringen, waaronder opera's. Met name tussen de twee wereldoorlogen werd er een operafestival Zoppot Festspiele van hoge artistieke kwaliteit gehouden, waardoor Sopot bekendstond als het Bayreuth van het noorden. Sinds 1964 wordt er jaarlijks het Sopot International Song Festival gehouden.
Diverse internationale artiesten hebben er opgetreden zoals The Shorts, Whitney Houston, Boney M en Demis Roussos.